# Bankovní dům Ludwig Sperrer
Bankovní dům Ludwig Sperrer (německy Bankhaus Ludwig Sperrer) je německá soukromá banka se sídlem v bavorském Freisingu, jíž majitel Christian Sperrer je jeden z posledních soukromých bankéřů v Německu. Hlavní sídlo banky se nachází na Marienplatz. Poté má ještě pobočky v městských částech Neustift a Lerchenfeld a v sousedním městě Moosburg an der Isar. Banka je členem sdružení bank Cashpool.

## Historie
Banka byla založena 1. července 1913 Ludwigem Sperrerem, který převzal pobočku mnichovské banky A. M. & J. Heilbronner, kterou tři roky vedl.
V roce 1917 byl Ludwig Sperrer povolán do armády, proto svou banku prodal bankovní společnosti Bayerische Handelsbank, která dnes patří pod holding Hypo Real Estate. Však v bance zůstal na pozici obchodního ředitele. Po konci první světové války odkoupil svou společnost zpět. Od roku 1922 měla banka své hlavní sídlo na adrese Mittlere Hauptstraße 8 (dnes Obere Hauptstraße 11).
Roku 1921 založil jeho bratr Kaspar Sperrer vlastní banku v nedalekém městě Moosburg an der Isar. Po jeho smrti v roce 1930 začal spravovat bratrovu banku, která byla definitivně roku 1992 začleněna pod Bankhaus Ludwig Sperrer.
V roce 1961 se ujal vedení banky syn Ludwiga Hans Sperrer. Roku 1972 došlo k přestěhování sídla banky na Mariánské náměstí. Od roku 1997 funguje dceřiná společnost Efdis, která vyvinula pro Bankovní dům Ludwig Sperrer software pro internetové bankovnictví.
Ve třetí generaci vede společnost Christian Sperrer.